# Aoki Kikuyo
Pour les articles homonymes, voir Aoki.
Aoki Kikuyo est un nom japonais traditionnel ; le nom de famille (ou le nom d'école), Aoki, précède donc le prénom (ou le nom d'artiste).
Aoki Kikuyo (青木 喜久代), née au Japon en 1968, est une joueuse de go professionnelle 8e dan. Elle vit et travaille à Tokyo. Elle est la sœur de Aoki Shin'ichi, 9e dan, qui est également professionnel de go.

## Biographie
Elle devient Insei en 1981, puis professionnel en 1986. Elle remporte en 1990 le titre Meijin pour les femmes. Elle gagne deux fois le titre de meilleure joueuse  décerné par le magazine Kidō. En 1991 et 1992, elle remporte le titre Kakusei pour les femmes.

## Titres
| Titre           | Années                       |
| --------------- | ---------------------------- |
| Total           | 11                           |
| Meijin féminin  | 1990, 1999, 2000, 2002, 2006 |
| Kakusei féminin | 1991, 1992, 1994, 2000       |
| Saikyō féminin  | 2001                         |
| Kisei féminin   | 2012                         |